# Молитва святого Патрика
Молитва Святого Патрика (англ. Saint Patrick's Breastplate) — гимн-обращение, оригинал которого написан на древнеирландском языке, авторство обычно приписывают святому Патрику, но есть экспертные оценки в пользу того, что этот текст создан позже, в 8-м веке. Текст написан в стиле заклинания друидов с просьбой о защите во время путешествия. Текст входит в Liber Hymnorum, собрание древних гимнов, найденное в двух рукописях в Дублине.
Текст «Молитвы» был переведён на английский ирландской поэтессой Сесиль Александер в 1889 году и положен на две традиционные ирландские мелоди: «Святой Патрик» и «Дейдре». Текст «Молитвы» (нередко именуемый по своей первой строчке — «I bind unto myself today»), в настоящее время включён в сборник для служб лютеранской церкви (Lutheran Service Book), сборники церковных гимнов англиканской церкви English Hymnal и ирландской церкви Irish Church Hymnal, а также сборник гимнов 1982 года The Hymnal 1982 американской Епископальной Церкви. «Молитва» часто исполняется во время празднования Дня святого Патрика 17 марта, а также на Троицын день. Исполнение «Молитвы» по звучанию отличается от большинства церковных гимнов, из-за отклонения по длине стихов и стихотворному размеру, что требует использования по крайней мере трёх различных мелодий.
Молитва, известная как «Faeth Fiada», или «Лорика Святого Патрика» была впервые опубликована ирландским художником и историком Джорджем Петри в книге "История Тары " .